# Лос-Альтос (Бургос)
Лос-Альтос (ісп. Los Altos) — муніципалітет в Іспанії, у складі автономної спільноти Кастилія-і-Леон, у провінції Бургос. Населення — 197 осіб (2010).
Муніципалітет розташований на відстані близько 270 км на північ від Мадрида, 50 км на північ від Бургоса.
На території муніципалітету розташовані такі населені пункти: (дані про населення за 2010 рік)
- Аедо-де-Бутрон: 23 особи
- Добро: 62 особи
- Ескобадос-де-Абахо: 28 осіб
- Ескобадос-де-Арріба: 10 осіб
- Уїдобро: 5 осіб
- Песадас-де-Бургос: 20 осіб
- Поркера-де-Бутрон: 14 осіб
- Кінтанілья-Коліна: 5 осіб
- Тубільєха: 11 осіб
- Туданка: 7 осіб
- Вільяескуса-дель-Бутрон: 12 осіб
- Вільяльта: 0 осіб

## Демографія
Динаміка населення (INE ):

## Галерея зображень

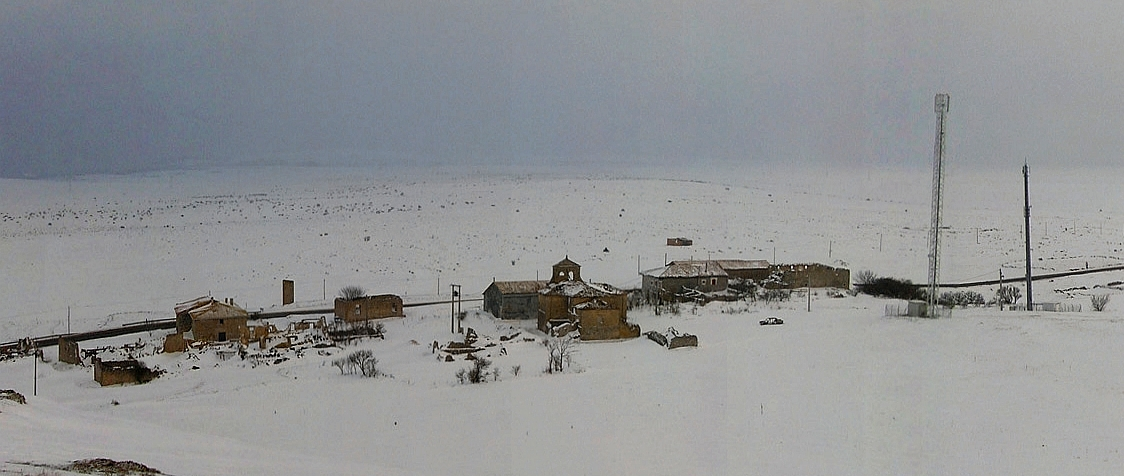
Вільяльта взимку
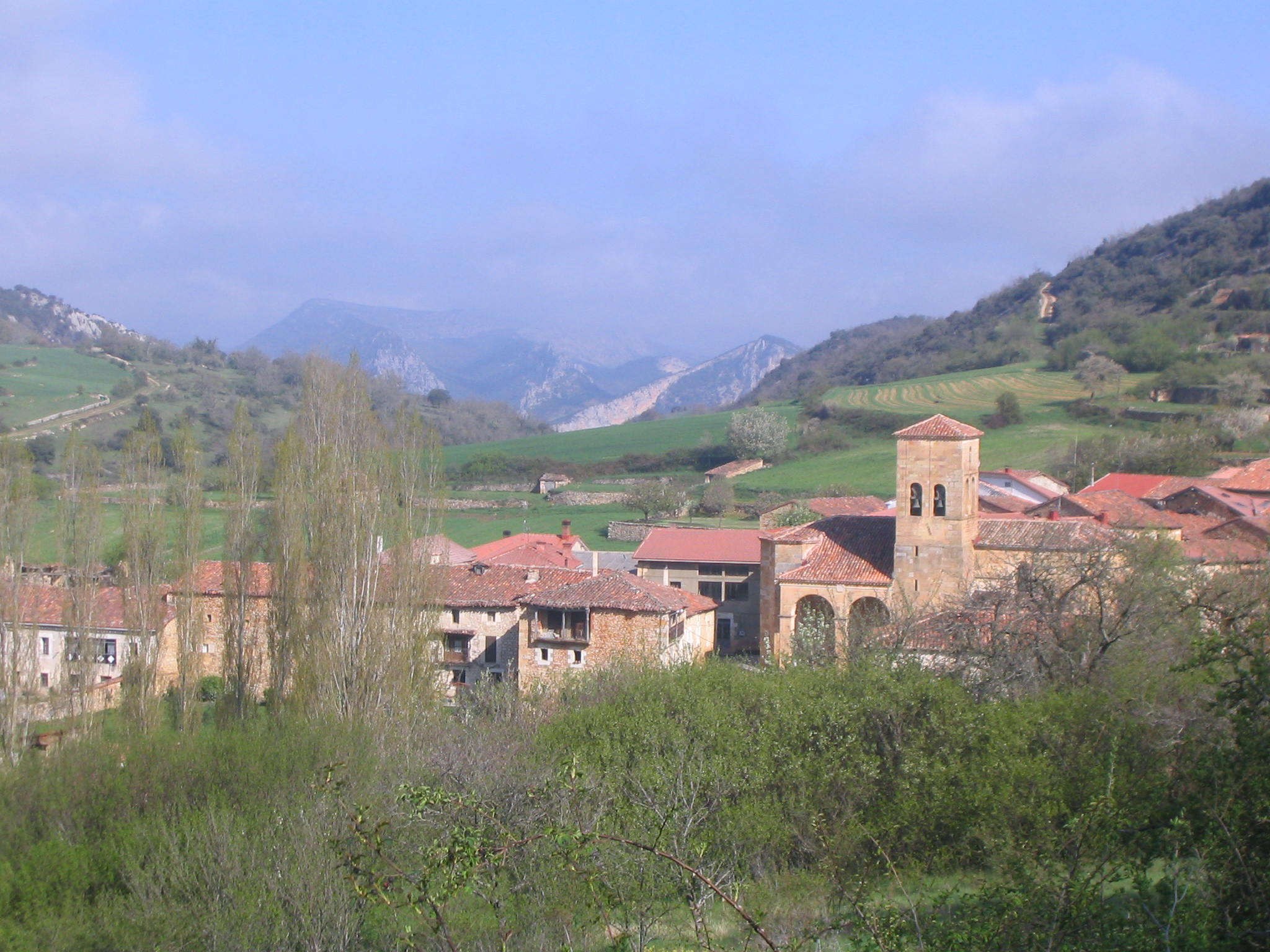
Аедо-де-Бутрон